# Oxytorus luridator
Oxytorus luridator är en stekelart som först beskrevs av Johann Ludwig Christian Gravenhorst 1820.  Oxytorus luridator ingår i släktet Oxytorus och familjen brokparasitsteklar. Arten är reproducerande i Sverige. Inga underarter finns listade i Catalogue of Life.